# Albert Guislain
Pour les articles homonymes, voir Guislain.
Albert Guislain (1890-1969) est un avocat et écrivain belge de langue française.

## Œuvres
- Après inventaire, 1928
- Découverte de Bruxelles, 1930
- Bruxelles. Atmosphères 10-32, 1932
- Le Palais de Justice ou les confidences du Mammouth, 1935
- Dans le paysage impressionniste, des XX à La Libre Esthétique, 1941
- Caprice romantique ou le Keepsake de M. Madou, 1947
- Anto-Carte, 1949
- Miroir de Bruxelles, 1952